# Луисбери (Пенсилванија)
Луисбери (енгл. Lewisberry) град је у америчкој савезној држави Пенсилванија.

## Демографија
По попису из 2010. године број становника је 362, што је 23 (-6,0%) становника мање него 2000. године.
| Група             | 2000.       | 2010.       |
| Белци             | 366 (95,1%) | 342 (94,5%) |
| Афроамериканци    | 7 (1,8%)    | 1 (0,3%)    |
| Азијати           | 1 (0,3%)    | 2 (0,6%)    |
| Хиспаноамериканци | 10 (2,6%)   | 11 (3,0%)   |
| Укупно            | 385         | 362         |